# Keishō Ōno
Keishō Ōno (大野　敬正, Ōno Keishō) est un joueur de tsugaru shamisen né le 1er décembre 1975 à Niigata au Japon.

## Biographie
À l'âge de huit ans, Keisho Ohno devient l'un des élèves de Chikuei Takahashi, lui-même disciple de Takahashi Chikuzan, le grand maître fondateur du tsugaru shamisen. À tout juste douze ans, il se voit octroyer le titre de Natori lui permettant ainsi de porter une partie du nom de son maître lors de ses représentations.
À quatorze ans, il est accepté parmi les « Successeurs de l'ordre Chikuzan Bushi ». Tout en pratiquant le shamisen traditionnel, il se produit également dans des spectacles avec des artistes de champs musicaux différents.
En mars 2006, Keisho joue sur la scène d'un des 3 plus grands live show de la planète, le SXWS, South by Southwest. Il en profite pour faire son American Tour et se déplace dans 5 villes (Austin, NY, Chicago, Auckland et Los Angeles) pour 7 représentations.
La même année, au mois de septembre, il fait un triomphe à Berlin lors de son 3 days live et attire l'attention des médias étrangers.
En avril 2007, Keisho fait ses débuts en sortant son premier CD sous label discographique: Shamisen Tamashi – Shamisen Spirit. En 2008, il fait une tournée en France dans 5 villes (Paris, Reims, Metz, Chalon, Beaune) pour 6 représentations ainsi qu'au Luxembourg. C'est aussi l'année de son second album.
En février et mars 2010, il revient en Europe afin de présenter les premiers titres de son album MICHI dont la sortie est prévue à l'automne. Il rencontre un immense succès à la Japan Expo Sud de Marseille. Invité par la RATP à se produire dans des stations parisiennes, il devient le premier grand joueur de shamisen à être accrédité de façon exceptionnelle pour se produire dans le métro. Ces showcases rencontrent un vif succès auprès d'un public très divers.
Durant l'été 2010, Keisho Ohno rentre en studio. Les collaborations en Europe et au Japon sont un moteur à la réalisation d'un nouvel opus.
En février 2011, Keisho Ohno sort "KAMOME".10 titres (dont Kamome, Cosmos, Seya, 007...) qui sortent en Europe avant de sortir au Japon signe de l'attachement de l'artiste au public européen et en particulier à la France. Une tournée de 20 dates sillonnera l'Europe pour la promotion de cet album.

## Letsugaru shamisen(津軽三味線)
Le tsugaru shamisen est un instrument qui fut importé de la Chine à Okinawa, puis qui est arrivé à Osaka au milieu de l'époque Edo et dont la culture s'est alors vite répandue dans tout le Japon. Il s'est tout particulièrement développé dans la région nommée Tsugaru, au nord du Japon, réputée pour ses rudes hivers. Il pèse approximativement 7 kilos. Très délicat, il est constitué de 3 cordes faites de soie qui peuvent s'étendre ou s'étrécir en fonction de la température ambiante et n'a pas de cases comme sur une guitare classique. L'utilisation d'un plectre à l'extrémité pointue que l'on bat fortement sur les cordes rappelle la façon de jouer d'un instrument à percussion et constitue une autre particularité du tsugaru shamisen. Le son dynamique de cet instrument rappelle un peu le rock ou le jazz.

## Discographie
- KEI          > 2013 (THK INC. / HONKYMONKEYMUSIC)
- SPARK     > 2013 (THK INC.)
- KAMOME > 2011 (THK INC.)
- MICHI      > 2010 (THK INC. / SOUNDWORKS)
- AMBIENCE > 2009 (THK INC. / SOUNDWORKS)
- SAMURAI > 20 février 2008 (DAIPRO - X)
- 三味線魂！～Shami Spirits～ > 25 avril 2007 (DAIPRO - X)